# Glotònim
Un glotònim és la paraula que s'usa per a referir-se a una llengua. Els noms reconeguts de llengües estan recollits a la Llista de codis ISO 639-3, però hi ha diverses polèmiques obertes entorn dels glotònims.
- Quan hi ha més d'un nom per al mateix idioma, com el valencià i el català.
- Quan la distinció entre llengua i dialecte no és clara.
- Quan es tracta d'una llengua de transició, un pidgin o un idioma encara no consolidat.

Pot ser un autoglotònim, terme amb què un poble designa a la seva llengua, o un heteroglotònim, terme amb què es designen les llengües d'altres pobles.

## Exemples d'idiomes amb diversos glotònims
- "castellà" i "espanyol"
- "valencià" i "català"
- "asturià" i "lleonès"
- "serbi", "croat", "bosnià" i "montenegrí"
- "neerlandès" i "flamenc"
- "romanès" i "moldau"
- "francès" i "való"
- "italià" i "cors"
- "alemany" i "alsacià"
- "rutè" i "ucraïnès".

Són alguns exemples